# Příbuzenská krev
Příbuzenská krev je román amerického spisovatele Eda McBaina z roku 1975. Pochází se série o fiktivním detektivním okrsku – známý jako 87. revír – ve vymyšleném městě Isola. Kniha je rozdělena do deseti kapitol, autor ji věnoval Jeffovi a Anitě Ashovým, a patří spíše k průměrnějším dílům ze série.

## Postavy
- Steve Carella – hlavní vyšetřující detektiv tohoto případu
- Bert Kling – spoluvyšetřující detektiv
- Patricia Loweryová – napadená oběť
- Muriel Starková – oběť (zavražděná)
- Andrew Lowery – bratr Patricie
- Meyer Meyer – detektiv

## Povaha zločinu
Brutální vražda nožem.

## Děj románu
Detektivka se odehrává v měsíci září roku 1975. Patnáctiletá dívka Patricia Loweryová přiběhne v noci 6. září na stanici 87. revíru. Je pořezaná nožem a tvrdí, že ji a její sedmnáctiletou sestřenici Muriel Starkovou napadl neznámý muž. Detektivové najdou tělo Muriel, které je brutálním způsobem pořezáno a pobodáno. Steve Carella a Bert Kling jdou po muži, kterého Patricia popsala, ale nedaří se jim ho najít. Toto pátrání se zkomplikuje navíc tím, že Patricia po čase označí jako útočníka svého vlastního bratra Andrewa Loweryho. Při výslechu rodiny je zjištěno, že si Muriel psala deník, ale ten je nezvěstný... Vše ovšem naznačuje, že rodinné vztahy nebyly v nejlepším pořádku.